# Castello di Castellammare di Stabia
Das Castello di Castellammare di Stabia ist eine Burg aus dem 10. Jahrhundert in Castellammare di Stabia in der italienischen Region Kampanien. Die Anlage wurde im 18. Jahrhundert aufgegeben und ihrem Schicksal überlassen. In den 1930er Jahren wurde sie restauriert und dient seither für Empfänge und Versammlungen.

## Geschichte

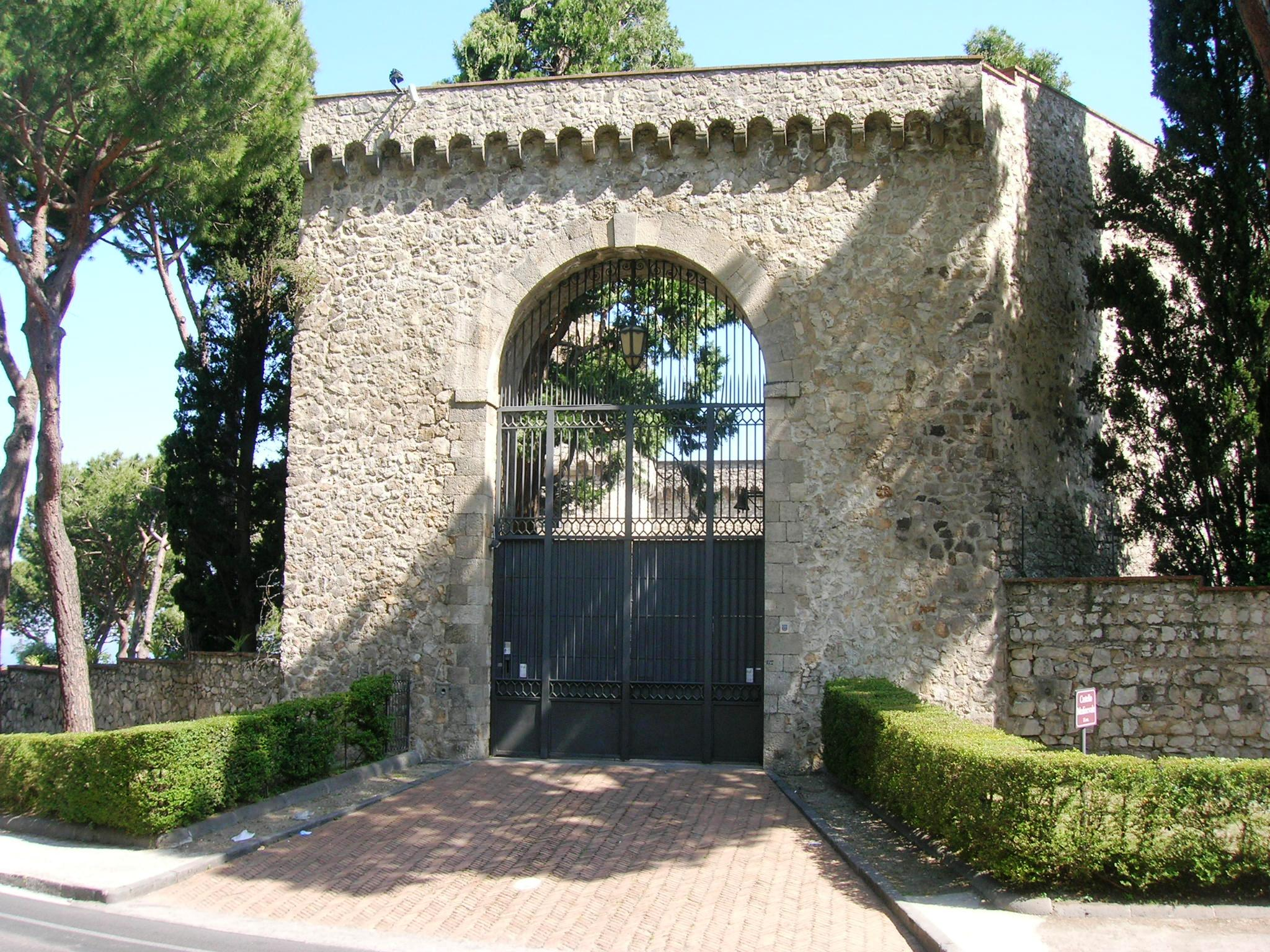
Eingangsportal

Über den Ursprung der Burg, die auf etwa 100 Meter Seehöhe an den Hängen des Monte Faito liegt, und zwar zwischen den heutigen Ortsteilen Pozzano und Fratte, gibt es keine gesicherten Daten, sondern nur einige Annahmen: Die ersten Wissenschaftler nahmen einen Bauzeitraum in der Epoche der Herrschaft des Hauses Anjou, genauer in der Regierungszeit von Karl I. (1266–1285), daher wurde das Bauwerk irrtümlich „Angioinische Burg“ genannt. Diese Hypothese wurde jedoch verworfen, da die Festung in dieser Zeit bereits existierte; ebenso lehnte man die Hypothese ab, die davon ausging, dass der Bau der Burg Kaiser Friedrich II. (1220–1250) zuzuschreiben sei, da sie in einem Dokument über die Verwaltung von Burgen in dieser Zeit „Castrum Maris de Surrento“ genannt und ihr dringende Reparaturbedürftigkeit bescheinigt wurde. In einem weiteren Dokument vom 15. November 1086 trägt das Bauwerk den Namen „Castello da Mare“. Die am ehesten anerkannte Hypothese ist daher, dass die Burg von Stabia auf Geheiß des Herzogs von Sorrent (9. Jahrhundert-1137) als Wachposten an der Grenze seines Territoriums errichtet wurde.
Die Burg hatte bald eine große Bedeutung für die Stadt, so sehr, dass die Kathedrale innerhalb ihres Mauerrings stand und die Bischöfe ihres Bistums in der Burg wohnten. Später wurde die Burg zunächst im Auftrag Friedrichs II. und dann im Auftrags Karls I. restauriert und erweitert: Vermutlich wurde sie in dieser Zeit so verändert und umgebaut, dass sie die damals neuen Feuerwaffen aufnehmen konnte. Unter den Gästen in dieser Zeit war auch Giovanni Boccaccio. Im Oktober 1459 wurde die Burg an Johann II. von Lothringen übergeben und 1461 widerstand sie dem Angriff, den Antonio Piccolomini, Herzog von Amalfi vortrug. Mit dem Eintreffen von Alfons II. von Aragón 1470 nahm die Burg ihre endgültige Form an und Anfang des 16. Jahrhunderts wurde der Ravelin errichtet, auf dem die Kanonen aufgestellt wurden: In dieser Zeit wurde die Burg zur bedeutendsten militärischen Einrichtung der Gegend und beeinflusste auch die benachbarten Burgen von Lettere, Gragnano und Pimonte. Als die Stadt zum Lehen der Farneses wurde, wurde die Burg zur Garnison der Söldner und im Untergeschoss des Turms wurde ein Gefängnis eingerichtet, das La Papiria (dt.: Papyrus) genannt wurde. Im 18. Jahrhundert, als die Burg ihre Verteidigungsfunktion verloren hatte, wurde sie aufgegeben und verfiel zu einer Ruine. Jedoch inspirierte ihre Panoramalage über dem Golf von Neapel verschiedene Künstler, wie Anton Sminck van Pitloo, Theodore Duclère, Achille Pinelli, Giacinto Gigante und viele andere Mitglieder der Schule von Posillipo, die sie auf ihren Werken abbildeten. Anfang des 20. Jahrhunderts ging die Burgruine in das Eigentum des Markgrafen ‚‚Alponzone‘‘ aus Verona über; 1929 beschrieb Catello Langobardi die Festung, wie folgt:

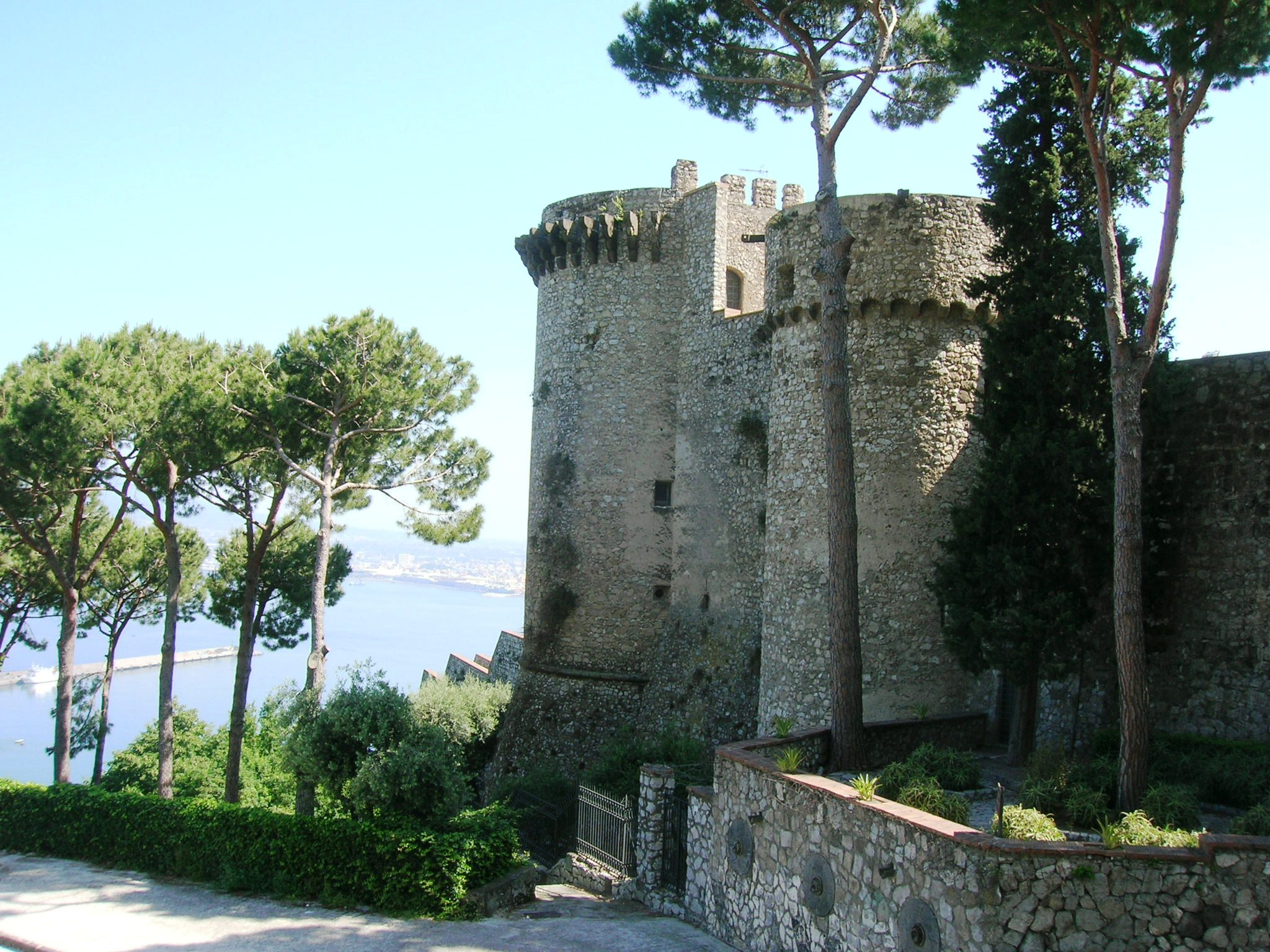
Die Türme

“È costruito con pietra calcarea e tufo litoide, a pianta trapezoidale, con un torrione e due baluardi cilindrici, uniti da salde muraglie, un tempo, forse, merlate, ed ora diroccate nella maggior parte. I baluardi hanno, alla sommità, un piano aggettante su un coronamento di archetti e beccatelli; il torrione è rafforzato col barbacane alla base e, nella parte superiore, con una fitta cornice di modiglioni di piperno, che, evidentemente, in origine, sostenevano un piano con piombatoi. All’interno della mole si osserva una buca, attraverso la quale per lubrici scalini, si passa da una balza all’altra; nascosti da una vegetazione lussureggiante s’intravedono dei camminamenti sotterranei, che, senza dubbio, comunicavano con l’altra torre, giù, poco distante dal mare“

(dt.: Sie ist aus Kalkstein und Tuff mit trapezförmigem Grundriss, einem Turm und zwei zylindrischen Bollwerken, vereint durch starke Mauern, die vielleicht einst zinnenbewehrt waren und heute zum größten Teil zerstört sind, errichtet. Die Bollwerke besitzen oben eine Kragplattform auf einer Krönung aus Bögen und Konsolen; der Turm ist mit Barbakanen an seiner Basis befestigt und oben mit einem dicken Rahmen aus Piperno-Modillionen versehen, die offensichtlich ursprünglich eine Ebene mit Maschikulis trugen. Im Inneren der Burg ist ein Loch zu erkennen, durch das man auf schlüpfrigen Stufen von einem Felsen zum anderen gelangt; verborgen durch eine üppige Vegetation kann man unterirdische Gänge sehen, die ohne Zweifel die Verbindung zum anderen Turm herstellten, der unten, nicht weit vom Meer entfernt, liegt.)

1930 wurde die Ruine, die nur noch aus den Türmen und der Umfassungsmauer bestand, während das Innere vollständig eingestürzt war, an Edoardo de Martino verkauft, der im folgenden Jahr mit Restaurierungsarbeiten unter der Führung des Sopraintendente dell’Arte Medioevale e Moderna per la Campania, Gino Chierichi, beginnen ließ. Die Arbeiten wurden einige Jahre später unter der Führung des Sohnes, Salvatore de Martino, beendet. Bei der Restaurierung wurde versucht, so weit wie möglich, die Linien und Stile des Originals zu erhalten. Nachdem die Burg im Zweiten Weltkrieg von britischen Truppen besetzt worden war, war ab 1956 eine zweite Restaurierung notwendig, um die Schäden zu reparieren, die erst 12 Jahre später beendet war.

## Beschreibung
Die Burg hat einen trapezförmigen Grundriss mit einem Bergfried und zwei Türmen, die miteinander durch eine mächtige Mauer verbunden sind, in der etliche Öffnungen vorhanden sind. Der Bergfried ist ein Rundturm mit Verstärkung in der unteren Anschrägung und einer leicht vorspringenden Krone. Die beiden kleineren Türme sind ebenfalls Rundtürme mit einer Kragplattform, die von Bögen gestützt wird. Auch der Wehrgang entlang der Umfassungsmauer steht über und wird durch Bögen gestützt, während das Eingangsportal durch einen Rundbogen gekennzeichnet und durch Gittertor aus Schmiedeeisen geschützt ist. Das Innere wurde im Renaissancestil umgestaltet, mit Springbrunnen, Brunnen, Fischweihern, einer Zugbrücke, Kaminen und majestätischen Toren aus Mauerwerk, während der alte Burggraben in einen Olivengarten verwandelt wurde.